# Chetilla
Chetilla, fundada como San Esteban de Chetilla, es una localidad peruana capital del distrito homónimo ubicado en la provincia de Cajamarca en el departamento de Cajamarca. Fue fundada como reducción indígena en 1565 por el capitán Juan de Fuentes, cumpliendo las órdenes del gobernador Lope García de Castro. Se encuentra a una altitud de 2776 m s. n. m. y tiene una población según el censo de 2017.
El pueblo de Chetilla fue declarado monumento histórico del Perú el 26 de junio de 1987 mediante el RiAl.N° 303-87-ED.

## Colonia chilcho
Durante el gobierno del emperador incaico Túpac Yupanqui, un grupo de chilchos, procedentes de Chachapoyas, fueron trasladados en calidad de mitimaes hasta Chetilla. Sin embargo, mantenían autonomía de los gobernadores de Cajamarca: tenían sus propias autoridades que continuaban respondiendo ante el curaca principal de Chilcho. Se asentaron en distintas aldeas diseminadas por el lugar, trabajando en nuevas chacras y atendiendo los tambos. Nunca se asimilaron socioculturalmente en Cajamarca, sino que continuaron conservando sus propias costumbres y tradiciones. Incluso en la actualidad, en la vestimenta tradicional de Chetilla se observan reminiscencias de influencia chilcho.

## Clima
| Parámetros climáticos promedio de Chetilla | Parámetros climáticos promedio de Chetilla | Parámetros climáticos promedio de Chetilla | Parámetros climáticos promedio de Chetilla | Parámetros climáticos promedio de Chetilla | Parámetros climáticos promedio de Chetilla | Parámetros climáticos promedio de Chetilla | Parámetros climáticos promedio de Chetilla | Parámetros climáticos promedio de Chetilla | Parámetros climáticos promedio de Chetilla | Parámetros climáticos promedio de Chetilla | Parámetros climáticos promedio de Chetilla | Parámetros climáticos promedio de Chetilla | Parámetros climáticos promedio de Chetilla |
| Mes                                        | Ene.                                       | Feb.                                       | Mar.                                       | Abr.                                       | May.                                       | Jun.                                       | Jul.                                       | Ago.                                       | Sep.                                       | Oct.                                       | Nov.                                       | Dic.                                       | Anual                                      |
| ------------------------------------------ | ------------------------------------------ | ------------------------------------------ | ------------------------------------------ | ------------------------------------------ | ------------------------------------------ | ------------------------------------------ | ------------------------------------------ | ------------------------------------------ | ------------------------------------------ | ------------------------------------------ | ------------------------------------------ | ------------------------------------------ | ------------------------------------------ |
| Temp. media (°C)                           | 13.8                                       | 13.1                                       | 13.1                                       | 12.9                                       | 12.2                                       | 11.5                                       | 11.3                                       | 11.7                                       | 12.3                                       | 13                                         | 12.8                                       | 12.9                                       | 12.6                                       |
| Fuente: climate-data.or                    |                                            |                                            |                                            |                                            |                                            |                                            |                                            |                                            |                                            |                                            |                                            |                                            |                                            |